# Liste der größten Menschen
Die Liste der größten Menschen enthält Menschen, die eine Körpergröße von mindestens 240 Zentimetern erreicht haben. Die überdurchschnittliche Größe kann genetisch bedingte Besonderheiten, Operationen am Gehirn oder andere Auslöser als Ursache haben. Medizinisch spricht man ab einer Körpergröße von 235 Zentimetern von Riesenwuchs. In einer weiteren Liste werden Personen genannt, deren Größe in Presse und Literatur teilweise mit 240 Zentimetern und mehr angegeben wird, aber nicht eindeutig nachgewiesen ist.

## Anmerkung

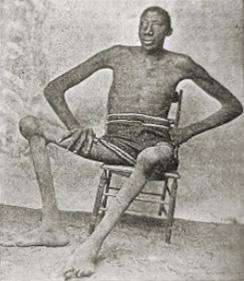
John William Rogan – 266 Zentimeter groß, 79 Kilogramm leicht (vor 1905)

Zu den einzelnen Personen gibt es in der Literatur teilweise unterschiedliche Angaben. Dies kann darauf zurückzuführen sein, dass die betreffende Person sich aus kommerziellen Gründen größer macht, beispielsweise, wenn sie im Zirkus oder in Shows auftritt, oder ist in der Tatsache begründet, dass manche dieser Personen noch wachsen und so ältere Messungen nicht mehr aktuell sind. Im fortschreitenden Alter kann eine Person, bedingt durch Rückgratverkrümmung oder das Stauchen der Wirbel, auch kleiner werden. Wegen der Vielzahl von falschen Maßangaben wurden nur die Personen in die Liste aufgenommen, deren Größe relativ zuverlässig dokumentiert ist. Dies kann vor allem durch Messungen in medizinischen Einrichtungen geschehen oder durch das Guinness-Buch der Rekorde, für das eine Person mehrmals am Tag gemessen und daraus ein Mittelwert gebildet wird. Dort finden größte Personen nur Zugang, wenn ihre Größe zweifelsfrei feststeht.

## Erklärung
- Größe (cm): Nennt die Größe in Zentimetern. Sie kann stehend, ggf. unter Berücksichtigung einer eventuellen Rückgratverkrümmung, gemessen worden sein. Maßgebend ist das größte ermittelte Maß im Laufe eines Lebens.
- Namen: Nennt den Namen der Person. Kursiv werden alternative Namen oder Spitznamen genannt.
- Land: Nennt das Land, aus dem die Person stammt.
- Lebensdaten: Nennt Geburts- und Sterbejahr.
- Anmerkung: Enthält Anmerkungen zur Person. Diese können sich auf das Leben oder auf die Quellenlage zur Größe beziehen.
- Personen, deren Angaben grau hinterlegt sind, wurden zuverlässig dokumentiert und medizinisch vermessen.

## Personen ab 240 Zentimeter Größe
| Größe (cm) | Name                                              | Land | Lebens- daten      | Alter  | Anmerkung |
| ---------- | ------------------------------------------------- | ---- | ------------------ | ------ | --- |
| 272        | Robert Wadlow The Alton Giant                     | USA  | 1918–1940          | 22 J.  | Größter Mensch in der Medizingeschichte, dessen Körpergröße einwandfrei belegt ist. Er wurde 18 Tage vor seinem Tod in der Fakultät der Washington University in St. Louis vermessen. Bei seinem Tod wog er 199 Kilogramm, an seinem 21. Geburtstag 223 Kilogramm. Mit zehn Jahren war er bereits 200 Zentimeter groß und 100 Kilogramm schwer. Sein enormes Wachstum wurde durch ein Hypophysenadenom ausgelöst, das große Mengen an Wachstumshormonen ausschüttete. |
| 267        | John William Rogan auch Willie Bud Rogan          | USA  | 1865–1905          | 40 J.  | Rogans enormes Wachstum begann im Alter von 13 Jahren. Er konnte aufgrund von Gelenksteifigkeit und Knochenverwachsungen der Knie und Hüften (Ankylose) nicht stehen. Messungen erfolgten im Sitzen. Sein Gewicht betrug nur 79 Kilogramm. |
| 264        | John F. Carroll The Buffalo Giant                 | USA  | 1932–1969          | 37 J.  | Sein enormes Wachstum begann mit dem 16. Lebensjahr und konnte 1959 durch Behandlungen in einem Krankenhaus gestoppt werden. Messungen im Stehen ergaben 1959 244 Zentimeter. Er litt an schwerer Wirbelsäulenverkrümmung. Die Gesamtgröße bezieht sich auf eine angenommene Rückgratkrümmung. Spätere Messungen im Stehen ergaben 239 Zentimeter. 1968 betrug die Größe 234 Zentimeter. |
| 257        | Leonid Stadnyk                                    | UKR  | 1970–2014          | 44 J.  | Galt vom 7. August 2007 bis zum 17. September 2009 als größter lebender Mensch. Er lebte jahrelang zurückgezogen und vermied den Kontakt mit der Presse, die seine Größe publik machen wollte. Da aber die damalige Messmethode angezweifelt wurde – es fanden zur Mittelung der Größe nur zwei statt drei Messungen an einem Tag statt – und er sich nicht erneut vermessen lassen wollte, ging der Rekord im Jahre 2009 an Sultan Kösen mit 251 Zentimetern. |
| 255        | Trijntje Keever De Groote Meid                    | NLD  | 1616–1633          | 17 J.  | Die Niederländerin war die größte Frau in der Geschichte mit nachgewiesener Größe. Sie starb bereits mit 17 Jahren. Sie wird auch mit 260 Zentimetern Größe angegeben. |
| 251        | Vikas Uppal Vicky                                 | IND  | 1986–2007          | 21 J.  | Wurde als 18-Jähriger mit 251 Zentimetern Größe bei einem Gewicht von 195 Kilogramm angegeben. Zu diesem Zeitpunkt war er noch im Wachstum. Sein Tod im Jahre 2007 war die Folge einer gescheiterten Hirntumoroperation. Mit seinem fünften Lebensjahr begann das überdurchschnittliche Wachstum. Er wird auch mit 239, 242 und 268 Zentimetern Größe und 202 Kilogramm Gewicht angegeben. |
| 251        | Kenianischer Riese                                | KEN  | ?                  |        | Wird vom Guinness-Buch der Rekorde des Jahres 1962 mit dieser Größe geführt. |
| 251        | Sultan Kösen                                      | TUR  | 1982–              |        | Sein Gewicht beträgt etwa 155 Kilogramm. Im Jahre 2006 beantragte er die Anerkennung als größter lebender Mensch im Guinness-Buch der Rekorde. Zu diesem Zeitpunkt war er mit den offiziell gemessenen 242 Zentimetern sechs Zentimeter größer als der bis dahin als größter Mensch anerkannte Bao Xishun. Im Februar 2009 wurde er vom Guinness-Buch der Rekorde offiziell vermessen und gilt seit der Herausgabe des Buches 2010 als größter lebender Mensch. Am 8. Februar 2011 wurde er mit seinen 251,0 cm Körperlänge in das Guinness-Buch der Rekorde aufgenommen. |
| 249        | Ajaz Ahmed                                        | PAK  | 1976–2021          | 45 J.  | Ahmed erhob mit 236 Zentimetern Größe den Anspruch, der größte lebende Mensch zu sein. Seine Größe wurde nie medizinisch korrekt oder vom Guinness-Buch der Rekorde bestätigt. Größte Person wurde dann eine Person mit der bestätigten Größe von 236 Zentimetern, ab 2007 war es Stadnyk mit 257 Zentimetern. Ahmed wird auch mit 231, 254 und 256 Zentimetern angegeben. |
| 249        | Bernard Coyne The Cherokee Giant                  | USA  | 1897–1921          | 24 J.  | Er wurde 1918 mit einer Größe von 236 Zentimetern nicht zum Militärdienst zugelassen. Als Coyne im Jahre 1921 verstarb, befand er sich noch im Wachstum. Zum Zeitpunkt seines Todes war er der größte Mensch weltweit. |
| 249        | Donald Don Köhler                                 | USA  | 1925–1981          | 56 J.  | Das überdurchschnittliche Wachstum begann ab dem zehnten Lebensjahr. Seine Größe wurde, bedingt durch eine Rückgratverkrümmung, in späteren Jahren auf 238 Zentimeter reduziert. Er galt von 1969 bis zu seinem Tode 1981 als größter lebender Mensch. Er hatte eine Zwillingsschwester mit 175 Zentimetern Größe. Diese Differenz ist laut Guinness-Buch der Rekorde die größte bei Zwillingen. |
| 248        | Zeng Jinlian                                      | CHN  | 1964–1982          | 17 J.  | Sie war die größte Frau in der jüngeren Geschichte. Sie konnte aufgrund einer Rückgratverkrümmung nicht aufrecht stehen. Mit 13 Jahren war sie bereits 213 Zentimeter groß. Bereits im Alter von vier Monaten begann das überdurchschnittliche Wachstum. Sie galt von 1981 bis zu ihrem Tode 1982, als sie 17 Jahre alt war, als größter lebender Mensch. |
| 248        | Christoffel Münster                               | DEU  | 1632–1676          | 44 J.  | Steht im Guinness-Buch der Rekorde. War im Alter von 16 Jahren 224 Zentimeter groß. Der aus dem Dorf Varlosen in Südniedersachsen stammende Gänsehirt wurde von Herzog Christian Ludwig von Hannover zu seinem Leibwächter ernannt. |
| 247        | Väinö Myllyrinne                                  | FIN  | 1909–1963          | 54 J.  | Mit 21 Jahren war er 222 Zentimeter groß, begann später nochmals zu wachsen. Die anerkannte Größe war 247 Zentimeter, in den 30er Jahren war er angeblich sogar 251 Zentimeter groß. Er galt von 1940 bis zu seinem Tod 1963 als größter Mensch der Welt. |
| 246        | Brahim Takiollah                                  | MAR  | 1982–              |        | Zweitgrößter lebender Mensch der Welt. |
| 246        | Patrick Cotter O’Brien Bristol Giant, Irish Giant | IRL  | 1760–1806          | 46 J.  | Die Größenangabe wurde 1975 aufgrund erneuter Knochenmessungen korrigiert. Cotter war zu seiner Zeit der größte Mensch und wurde erst fast 100 Jahre später von John William Rogan übertroffen. |
| 246        | Julius Koch Le Geant Constantin                   | DEU  | 1872–1902          | 30 J.  | Seine Beine mussten wegen Wundbrands amputiert werden. Die Größenangabe stammt aus der Zeit kurz vor der Amputation. Er spielte 1902 in dem Kurzfilm, The Giant Constantin, mit. Sein Skelett ist im Naturhistorischen Museum in Mons ausgestellt. |
| 246        | Zhao Liang                                        | CHN  | 1982?–             |        | Seine Größe wurde von einem Krankenhaus, in dem er wegen einer alten Sportverletzung vorstellig geworden war, bestätigt. Sein Gewicht beträgt etwa 155 Kilogramm. |
| 246        | Morteza Mehrzad                                   | IRN  | 1987–              |        | Sitzvolleyballer und dreifacher Paralympics-Sieger 2016, 2020 und 2024. |
| 246        | Gabriel Estêvão Monjane                           | MOZ  | 1944–1990          | 46 J.  | Mit 16 Jahren war er 226 Zentimeter und mit 21 Jahren 239 Zentimeter groß. 1987 wurde er offiziell mit 246 Zentimetern gemessen. Er schloss sich einem portugiesischen Zirkus an, wo er nicht mehr anthropomorphisch untersucht wurde. Der Zirkus pries ihn als 265 Zentimeter großen Riesen an. Von 1988 bis zu seinem Tod 1990 stand er als größter lebender Mensch im Guinness-Buch der Rekorde. |
| 245        | Suleiman Ali Nashnush                             | LBY  | 1943–1991          | 48 J.  | Ehemaliger größter Basketballspieler. Er wurde 1960 in Rom erfolgreich operiert, um sein Wachstum zu stoppen. Von 1990 bis zu seinem Tod 1991 stand er als größter lebender Mensch im Guinness-Buch der Rekorde. |
| 244        | Anton Franckenpoint Der lange Anton               | DEU  | um 1618–1648       | ~30 J. | Anton Franckenpoint war Soldat in der Zeit des Dreißigjährigen Kriegs innerhalb der Leibstandarte des protestantischen Feldherrn Christian von Braunschweig-Wolfenbüttel. Sein Skelett ist heute im Museum Anatomicum in Marburg zu finden. |
| 244        | Aurangzeb Khan                                    | PAK  | 1962–2022          | ~60 J. | Seine Größe wurde offiziell nicht bestätigt. Khan erhob im Jahre 2000 Anspruch darauf, der größte lebende Mensch zu sein, was er bei einer Größe von mehr als 238 Zentimetern auch gewesen wäre. Größter Mensch wurde allerdings jemand mit 236 Zentimetern Größe. Er wird auch mit 229 Zentimetern Größe angegeben. |
| 244        | Mounir Fourar                                     | DZA  | 1972–2012          | 40 J.  | Er wurde, als er etwa 20 Jahre alt war, in einem Krankenhaus mit 244 Zentimetern Größe gemessen, wird aber auch mit 234 Zentimetern genannt. Fourar erhob 2003 öffentlich Anspruch, der größte lebende Mensch der Welt zu sein, was bei einer Größe von mehr als 238 Zentimetern auch zugetroffen hätte. Als größter Mensch wurde dann allerdings jemand mit 236 Zentimetern Größe anerkannt. |
| 243        | Musutaman                                         | IDN  | 1962–1996          | 34 J.  | Er wird vom Guinness-Buch der Rekorde mit dieser Größe geführt. |
| 242        | Zhang Juncai                                      | CHN  | 1966–              |        | Seine Größe wurde bei einer Fernsehsendung im Mai 2006 bestätigt. Er wurde dabei gemeinsam mit dem bis dahin als größter anerkannter lebender Mensch, Bao Xishun (236 Zentimeter groß), gemessen. Mit 16 Jahren war er 180 Zentimeter, mit 20 bereits 210 Zentimeter groß. 1998 wurde er mit 237 Zentimetern Größe gemessen. Mit 18 stand er in der Pekinger Basketballauswahl. |
| 242        | Suparwono The Giant of Lampung                    | IDN  | 1985–2012          | 27 J.  | |
| 242        | Miguel Joaquín Eleicegui Arteaga Gigante de Altzo | ESP  | 1818–1861          | 43 J.  | Der größte Mensch bisher in Spanien. Er ist die Hauptfigur im baskischen Film Handia von 2017. |
| 241        | Felipe Birriel El Gigante de Carolina             | PRI  | 1916–1994          | 78 J.  | Birriel war mit 77 Jahren der älteste Mensch, der über 240 Zentimeter groß war. Ab seinem 16. Lebensjahr begann er stark zu wachsen. |
| 241        | Alexander Sisonenko                               | RUS  | 1959–2012          | 52 J.  | War bis 1986 einer der besten russischen Basketballspieler mit zwölf Länderspielen. Seine Größe wurde 1998 stehend, wegen gestauchter Rückenwirbel mit 230 Zentimetern und liegend mit 240 Zentimetern gemessen. Bereits in der ersten Schulklasse war er einen Kopf größer als alle anderen Kinder. Es bestehen auch Größenangaben von 240 und 239 Zentimetern. |
| 241        | Tibetanischer Riese                               | CHN  | ?–1943             |        | War 1941 Kandidat als Leibwächter für den Dalai Lama. |
| 240        | Sa’id Muhammad Ghazi                              | EGY  | 1909–1941          | 32 J.  | Wird vom Guinness-Buch der Rekorde mit dieser Größe geführt. |
| 240        | Abdul Houl                                        | EGY  | 1872–1892          | 20 J.  | Wird vom Guinness-Buch der Rekorde mit dieser Größe geführt. |
| 240        | Mexikanischer Riese                               | MEX  | ?–1899             |        | Wird vom Guinness-Buch der Rekorde mit dieser Größe geführt. |
| 240        | Walter Straub Der lange Dunninger                 | DEU  | 1925–1986          | 61 J.  | Größe laut Pressemeldung vom 24. Februar 1960. |
| 240        | Barthscher Riese                                  | TUR  | ? (gest. vor 1783) |        | Bei Umbettungsarbeiten in einem Friedhof fand der Augenarzt Joseph Barth 1783 die Knochen eines türkischen Soldaten. Die Knochen ließen auf eine Größe von etwa 235 bis 244 Zentimetern schließen. |
| 240        | Huang Chiu Chang                                  | CHN  | 1968–              |        | Trat gemeinsam in einer Fernsehsendung mit Zhang Juncai (242 Zentimeter groß) und Kang Jianhua (223 Zentimeter groß) auf. Er galt eine Zeit lang als größter lebender Mensch in Asien. |

## Personen mit angezweifelter Größe
| Größe (cm) | Name                               | Land | Lebens- daten | Anmerkung |
| ---------- | ---------------------------------- | ---- | ------------- | --- |
| 265        | Grady Patterson                    | USA  | 1943–1968     | Er galt lange Zeit als zweitgrößter Mensch, dessen Größe jedoch nie offiziell bestätigt wurde, bis sich herausstellte, dass es sich vermutlich um einen Schwindel handelte. |
| 265        | Ernst August Grabe                 | DEU  | ?             | „Der Größte Mann Preußens“ - Stammte aus dem kleinen Ort Theeßen im Jerichower Land und diente ab 1840 als Grenadier in der Leibkompanie des Königs von Preußen Friedrich Wilhelm IV. Bei eintritt ins Militär soll er bereits einer Größe von 2,23 m erreicht haben und bis zu seinem Tod in jungen Jahren auf knapp 2,65 m herangewachsen sein. |
| 259        | Parimal Chandra Barman             | PAK  | 1962–1990     | Nach anderen Angaben (Guinness-Buch der Rekorde) 231 Zentimeter groß. |
| 258        | Franz Winkelmeier Riese von Lengau | AUT  | 1860–1887     | Bis zum Alter von 14 Jahren normal gewachsen; trat ab 1881 in Ländern der Donaumonarchie auf, 1885 in Berlin, 1886 in London und wurde 1887 Königin Victoria von England vorgestellt. Der Mediziner Rudolf Virchow maß 1885 in Berlin 227,8 cm.                                                                                                   |
| 257        | Ivan Lushkin                       | RUS  | 1811–1844     | Knochenuntersuchungen deuten auf die Größe von 239 Zentimetern hin. |
| 255        | Marianne Wedde                     | DEU  | 1866–1885     | Anhand ihrer Kleider geht man von einer Körperhöhe von „nur“ etwa 220 Zentimetern aus. |
| 253        | Marshall Chelsea                   | USA  | ?             | Keine näheren Angaben. |
| 252        | Edouard Beaupré                    | CAN  | 1881–1904     | Andere Angaben mit 234 Zentimetern erscheinen realistischer. |
| 251        | Jitendra Singh                     | IND  | ?             | Nach anderen Angaben 231 und 237 Zentimeter, was auch anhand von Bildern wahrscheinlicher erscheint. |
| 249        | Max Palmer                         | USA  | 1927–1984     | Ist nur 231 Zentimeter groß gewesen. |
| 249        | Charles O’Brien Irischer Riese     | IRL  | 1761–1783     | Knochenuntersuchungen ergaben 239 Zentimeter. |
| 246        | Patrick Murphy                     | IRL  | 1834–1862     | Messungen vor dem Tod ergaben 222 Zentimeter. |
| 246        | Gustav Edman                       | SWE  | 1881–1912     | Erscheint auf Bildern deutlich kleiner. |
| 246        | Louis Moilanen Big Luwi            | FIN  | 1886–1913     | Andere Angaben sprechen sogar von 254 Zentimetern Größe. Angaben mit 236 Zentimetern Größe erscheinen am realistischsten. |
| 245        | Wang Feng-Jun                      | CHN  | 1978–         | Andere Angaben mit 233 Zentimetern Größe erscheinen realistischer. |
| 243        | Hussein Mohamed Ahmed              | SOM  | ?–1998        | Angaben mit 231 Zentimetern erscheinen richtiger. |
| 242        | Jack Shields                       | ESP  | 1818–1861     | Auch Angaben mit 227 Zentimetern und den wahrscheinlicheren 218 Zentimetern. |
| 241        | Feodor Machnov                     | RUS  | 1878–1912     | Bestätigte Messungen ergaben 238 Zentimeter. |
| 241        | Jack Shields                       | USA  | 1859–1896     | Einer von vier Brüdern, alle über 230 Zentimeter groß. Er erscheint allerdings kleiner als 240 Zentimeter. |
| 241        | Jane Bunford                       | GBR  | 1895–1922     | Auch Angaben mit meistens genannten 239 und auch 231 Zentimetern. |
| 240        | Joseph Rischer                     | CHE  | ?–1980        | Etwa 240 Zentimeter groß, keine näheren Informationen. |
| 240        | Johannes Heinrich Ignaz Gerlach    | DEU  | 1857–1901     | Keine näheren Angaben. |